# Charles-Joseph van Helmont

Charles-Joseph van Helmont: „Le Retour Desiré“ („Die erhoffte Rückkehr“)

Charles-Joseph van Helmont (* um den 19. März 1715 in Brüssel; † 8. Juni 1790 ebenda) war ein flämischer Kirchenmusiker und Komponist.

## Leben
Van Helmont erhielt seine Ausbildung als Chorknabe unter Hercule-Pierre Brehy (1673–1737) an der Kathedrale St. Michael und St. Gudula. Mit 18 Jahren wurde er dort als Organist Nachfolger von Josse Boutmy. 1737 wurde er Kantor an der Hofkirche Notre-Dame-de-la-Chapelle („Kapellekerk“) der Statthalterin der Niederlande, Erzherzogin Maria Elisabeth, bis zu deren Tod 1741. Nach dem Tod von Joseph-Hector Fiocco kehrte van Helmont wieder an die Kathedrale zurück. Bis 1777 war er dort in seinem Amt, dass er dann an seinen Sohn Adrien-Joseph van Helmont (1747–1830) übergab.
1768 gründete er einen Musikverein, der wöchentlich öffentliche Konzerte gab, dies war eine der ersten Gesellschaften dieser Art in Brüssel. Van Helmont komponierte zahlreiche geistliche und weltliche Werke. Darunter findet sich ein Oratorium Judith, eine Oper Grisélidis und für die Karwoche Les neuf Leçons de la Semaine Sainte für Generalbass und Sopran. Sein Stil ist an dem seiner italienischen Zeitgenossen orientiert, seine Piéces de Clavecin gelten als von Jean-Philippe Rameau beeinflusst. Insgesamt befinden sich 525 Manuskripte van Helmonts in der Bibliothek des Brüsseler Konservatoriums.